# Tariq Ali
Tariq Ali (in punjabi e in urdu طارق علی) (Lahore, 21 ottobre 1943) è un politologo, storico, attivista, giornalista e scrittore pakistano naturalizzato britannico.

## Biografia
Nato a Lahore, nella regione del Punjab, parte dell'allora Raj britannico (confluito poi, nel 1947, nella provincia del Punjab pakistano), si trasferisce in Gran Bretagna all'età di 18 anni, dove studia presso l'Università di Oxford.
Vive a Highgate, Londra, con sua moglie Susan Watkins.

## Opere

### Saggi
- Pakistan dal 1947 al Bangla-Desh: lotte popolari e crisi del regime militare (Pakistan: Military Rule or People's Power, 1970) (Mazzotta, 1971)
- Lo scontro dei fondamentalismi: crociate, jihad e modernità (Clash of Fundamentalisms: Crusades, Jihads and Modernity, 2002) (Rizzoli, 2002 - Fazi 2006)
- Il teatro del bene e del male: riflessioni critiche dopo l'11 settembre (con altri) (EGA, 2002)
- La paura e l'arroganza (con altri) (Laterza, 2002)
- Bush in Babilonia: la ricolonizzazione dell'Iraq (Bush in Babylon, 2003) (Fazi, 2004)
- Impero e resistenza (con David Barsamian) (Speaking of Empire and Resistance: Conversations with Tariq Ali, 2005) (Nottetempo, 2007)
- Rough music: il rumore delle bombe (Rough Music: Blair, Bombs, Baghdad, London, Terror, 2005) (Baldini Castoldi Dalai, 2007)
- I pirati dei Caraibi: un asse di speranza (Pirates of the Caribbean: Axis of Hope, 2006) (Baldini Castoldi Dalai, 2009)
- Il duello: il Pakistan sulla traiettoria di volo del potere americano (The Duel: Pakistan on the Flight Path of American Power, 2008) (Baldini Castoldi Dalai, 2008)
- Un'altra storia. Una conversazione sul novecento, con Oliver Stone (Edizioni Alegre, 2012)

### Romanzi
- All'ombra del melograno (Shadows of the Pomegranate Tree, 1992) (Baldini Castoldi Dalai, 2007)
- Il libro di Saladino (The Book of Saladin, 1998) (Baldini Castoldi Dalai, 2008)
- La donna di pietra (The Stone Woman, 2000) (Baldini Castoldi Dalai, 2009)
- Un sultano a Palermo (A Sultan in Palermo, 2005) (Baldini Castoldi Dalai, 2006)